# 1155
1155 (MCLV) var ett normalår som började en lördag i den julianska kalendern.

## Händelser

### Juni
- 10 juni – Då den norske kungen Sigurd Munn blir mördad i Bergen återstår två kungar i Norge, vilka är Sigurds bröder Inge och Öystein, som samregerar.
- 18 juni – Fredrik Barbarossa kröns till tysk-romersk kejsare av påven Hadrianus IV.

## Födda
- 28 februari – Henrik den yngre, kung av England (medregent till sin far Henrik II) 1170–1183.
- 11 november – Alfons VIII, kung av Kastilien 1158–1214.
- Gregorius IX, född Ugolino di Conti, påve 1227–1241 (född omkring detta år).
- Maud de Braose, engelsk adelsdam.

## Avlidna
- 10 juni – Sigurd Munn, kung av Norge sedan 1136 (mördad).